# James McCracken

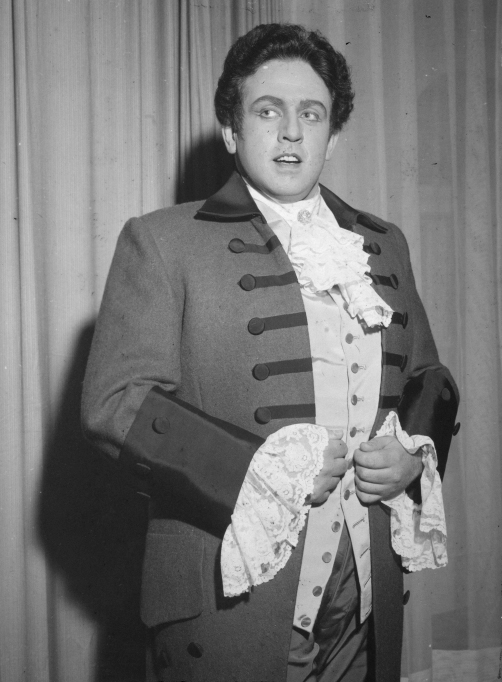
McCracken als Cavaradossi in Tosca (Wiener Staatsoper, 1960er Jahre)

James McCracken (* 16. Dezember 1926 in Gary, Indiana; † 29. April 1988) war ein amerikanischer Opernsänger (Tenor).

## Leben
Erste musikalische Erfahrungen sammelte McCracken im Kirchenchor und dem Musikensemble der örtlichen High School. Im Zweiten Weltkrieg musste er zur US-Army. Als er mit 19 Jahren wieder entlassen wurde, schrieb er sich an der Columbia University ein und stand bald in Musicalvorstellungen am Broadway auf der Bühne. 1952 gab er sein Operndebüt an der Central City Opera in Central City, Colorado.
Bis 1957 war McCracken an der New Yorker Met engagiert und ging nach Europa, um seine Technik zu verbessern. In Bonn und Zürich gelang ihm der Durchbruch mit seiner Paraderolle in Verdis Othello, den er oft sang. Ab 1963 sang er hauptsächlich an der Met (Florestan, Radames, Don José, Canio, Samson).
Sein Debüt in Salzburg gab McCracken 1963 als Manrico aus dem Trovatore, bald darauf sang er auch in Wien. Seine Stimme war ungewöhnlich schwer und wird immer „Geschmackssache bleiben“, wie anlässlich der Schallplattenproduktion von Verdis Othello zu lesen war. Hier gingen die Bewertungen von „ungewöhnlich hässlich“ bis „aufwühlend“ quer durch die Fachwelt. Das Timbre ist sehr außergewöhnlich und sofort identifizierbar.
McCracken war mit der Mezzosopranistin Sandra Warfield verheiratet.

## Einspielungen
- Meyerbeer – Le Prophète (Dirigent: Lewis)
- Bizet – Carmen (Bernstein)
- Beethoven – Fidelio (Maazel)
- Schönberg – Gurre-Lieder (Ozawa)
- Leoncavallo – Pagliacci (Gardelli)
- Verdi – Othello (Barbirolli)